# Forcipomyia pluvialis
Forcipomyia pluvialis är en tvåvingeart som beskrevs av Malloch 1923. Forcipomyia pluvialis ingår i släktet Forcipomyia och familjen svidknott. Inga underarter finns listade i Catalogue of Life.